# Siegfried Bauer (Kirchenmusiker)
Siegfried Bauer (* 8. Oktober 1944 in Weissach im Tal) ist ein deutscher Kirchenmusiker und Hochschullehrer. Er wirkte als evangelischer Landeskirchenmusikdirektor in Stuttgart sowie als Städtischer Musikdirektor in Ludwigsburg.

## Leben und Wirken
Bauer studierte zunächst Pädagogik in Ludwigsburg. Es folgten Studien der Schulmusik in Stuttgart und der Musikwissenschaft in Tübingen. Ab 1968 arbeitete er als Kantor und Organist in Stuttgart. Ab 1971 lehrte er als Dozent für Musikpädagogik an der Kirchlichen Ausbildungsstätte für Diakonie und Religionspädagogik der Evangelischen Landeskirche in Württemberg, wo er auch Konrektor war. Zudem hatte er Lehraufträge für Chor- und Orchesterleitung an der Pädagogischen Hochschule Ludwigsburg inne.
Bauer wurde 1982 zum Kirchenmusikdirektor ernannt; 1989 erfolgte seine Berufung zum Landeskirchenmusikdirektor der Evangelischen Landeskirche in Württemberg. Als solcher stand er bis zu seiner Pensionierung im Jahr 2009 dem Amt für Kirchenmusik im Stuttgarter Oberkirchenrat der Evangelischen Landeskirche in Württemberg vor. Gleichzeitig unterrichtete er Kirchenmusik und Orchesterleitung an der Ev. Hochschule für Kirchenmusik Tübingen und wurde dort 2004 zum Professor ernannt.
Zudem wirkte Bauer als Orchester- und Chordirigent. Im Jahr 1971 gründete er die Kantorei der Karlshöhe Ludwigsburg, die er bis 2002 leitete. Auch war er Chorleiter des Ludwigsburger Männergesangvereins 1825. Von 1976 bis 2016 leitete er als Dirigent des Sinfonieorchesters der Stadt Ludwigsburg, mit dem er zahlreiche Konzertreisen unternahm – unter anderem nach Frankreich, Sankt Petersburg, Tschechien und Wales – und das ihn 2016 zum Ehrendirigenten ernannte. Das von ihm 1983 gegründete Jugendsinfonieorchester Ludwigsburg leitete er bis 2006. In Ludwigsburg wurde er zum Städtischen Musikdirektor ernannt. 1995 gründete Bauer das Kammerorchester Jewpatorija in der Ludwigsburger Partnerstadt Jewpatorija, wo er regelmäßig als Gastdirigent wirkte, sowie im Jahr 2007 das Kammerorchester Concerto Ludwigsburg.
Außerdem fungierte er als Juror bei nationalen und internationalen Chor- und Orchesterwettbewerben. Er war Mitglied zahlreicher Musik-Gremien sowie kirchlicher und staatlicher Expertenkommissionen.
Bauer ist Herausgeber verschiedener Notenausgaben und kirchenmusikalischer Lehrwerke.
Er war seit 1966 Reserveoffizier und als Oberstleutnant von 1990 bis 1992 letzter Kommandeur des nicht aktiven Jägerbataillons 751 am Mobilmachungsstützpunkt Waldenburg.
Bauer ist verheiratet und Vater zweier Söhne.

## Ehrungen
Für seine Verdienste erhielt Bauer den Kulturpreis der Stadt Ludwigsburg. Im Jahr 2000 wurde er mit dem Bundesverdienstkreuz am Bande ausgezeichnet. Für seine musikalischen Verdienste in der Ludwigsburger Partnerstadt Jewpatorija erhielt er den „Bürgermeister-Duwan-Orden“ und wurde zum Ehrenbürger ernannt. Für seine Verdienste um die Kirchenmusik und in der ökumenischen Zusammenarbeit wurde ihm 2011 zudem die päpstliche Verdienstmedaille Benemerenti verliehen.  Außerdem wurde er 2016 mit der Staufermedaille des Landes Baden-Württemberg und 2024 mit der Ludwigsburger Bürgermedaille ausgezeichnet.

## Veröffentlichungen (als Herausgeber)
- Geistliche Chormusik der Romantik, Chorheft 16. Stuttgart 1989.
- Eine kleine Melodie. Das Chorbuch für die Geselligkeit. Unter Mitarbeit von Dieter Kurz und Josef Michel, Strube-Verlag (Edition 1080), München 1989.
- Sing mit. Leichte Kanons zu den Liedern des Evangelischen Gesangbuches. Strube-Verlag (Edition 1320), München 1993.
- mit  Ingo Bredenbach: Probieren und Studieren. Lehrbuch zur Grundausbildung in der evangelischen Kirchenmusik. Strube-Verlag (Edition 9024), München 1996, ISBN 3-921946-29-8.
- mit Lothar Friedrich, Reinhold Meiser, Eberhard Kienast: Singen und Sagen. Chorheft zu den Zwischentexten im Evangelischen Gesangbuch. München 2001, ISMN M-2009-2752-8.
- Tastenspiele. Das Klavierbuch zum Evangelischen Gesangbuch. Strube-Verlag München 2002, ISBN 3-89912-037-X.
- Unsere Kernlieder – 33 Lieder aus dem Evangelischen Gesangbuch. Strube-Verlag München 2008.